# Ван Галдер, Тим
Томас Скотт ван Галдер (англ. Thomas Scott Van Galder; 26 мая 1944, Расин, Висконсин — 26 января 2022, Сент-Чарльз, Миссури) — профессиональный американский футболист и телекомментатор. Играл на позиции квотербека. Выступал в НФЛ в составе клуба «Сент-Луис Кардиналс». На студенческом уровне играл за команду университета штата Айова, избран в его Зал спортивной славы.

## Биография
Томас ван Галдер родился 26 мая 1944 года в Расине в штате Висконсин. Окончил старшую школу Мадисон Уэст, затем поступил в Военный институт Нью-Мексико, где провёл один год. Осенью 1963 года перевёлся в университет штата Айова. С его приходом на место квотербека футбольной команды главный тренер Клей Степлтон радикально изменил игровые схемы, отказавшись от построения с четырьмя бегущими. Количество пасовых розыгрышей выросло в несколько раз. Дважды, в 1965 и 1966 годах ван Галдер становился лидером конференции Big Eight по набранным ярдам. Он побил несколько рекордов университета и стал первым в его истории игроком, набравшим более 300 пасовых ярдов за матч. В 2015 году его избрали в Зал спортивной славы университета.
Во время учёбы ван Галдер играл и в бейсбольной команде университета. В её составе он оказался случайно, когда весной 1964 года травмировал плечо и врач рекомендовал ему делать лёгкие броски бейсбольным мячом. Позже тренер пригласил его в команду и в 1965 году ван Галдера включили в состав сборной звёзд конференции. В мае 1966 года в матче с «Колорадо» он сыграл ноу-хиттер.
В 1966 году ван Галдер был выбран на драфтах обеих профессиональных футбольных лиг. В НФЛ права на него получил клуб «Сент-Луис Кардиналс», в АФЛ он был выбран «Хьюстоном». Он сделал выбор в пользу НФЛ и следующие два года провёл в тренировочном составе «Кардиналс», где был четвёртым квотербеком после Чарли Джонсона, Джима Харта и Гэри Куоццо. Одновременно ван Галдер учился в аспирантуре университета Вашингтона. Так как он участвовал в программе подготовки офицеров запаса ROTC, ему было необходимо провести два года на обязательной военной службе. Первый из них он провёл в Корее, второй в Оклахоме.
Вернувшись из армии, он провёл ещё один сезон в тренировочном составе «Кардиналс», а в 1972 году стал стартовым квотербеком команды. Ван Галдер сыграл в первых пяти матчах регулярного чемпионата, набрав 434 ярда, после чего его место занял Харт. В конце сезона клуб отчислил его. После этого он остался в Сент-Луисе и работал диктором на спортивном канале KMOX-TV. По ходу сезона 1973 года ван Галдер также участвовал в тренировках с клубами «Цинциннати Бенгалс» и «Нью-Йорк Джетс», но на поле не выходил, а в конце года окончательно завершил спортивную карьеру.
После ухода из спорта ван Галдер работал на KMOX-TV, несколько лет появлялся в эфире CBS в паре с Бобом Костасом. В последние годы жизни он боролся с раком. Скончался ван Галдер 26 января 2022 года в возрасте 77 лет.